# Comitè Americà del Servei als Amics
El Comitè Americà del Servei als Amics (en anglès, American Friends Service Committee, AFSC) és una societat religiosa, coneguda popularment com a quàquers, que treballa per a la justícia social, pau i reconciliació, l'abolició de la pena de mort, la defensa dels drets humans i proporciona ajuda humanitària. El 1947 fou guardonada amb el Premi Nobel de la Pau juntament amb el Friends Service Council.

## Orígens
Aquesta societat fou fundada el 1917 pels membres americans de la Societat Religiosa d'Amics, una comunitat protestant pacífica fundada el segle xvii a Anglaterra.
La renúncia expressa dels Quàquers a la violència en totes les seves formes, per la qual cosa refusen intervenir en qualsevol acció militar, provoca que la missió original de l'AFSC sigui proporcionar ajuda als objectors de consciència i mostrar una alternativa al servei militar en l'acció civil a l'ajuda a les víctimes. L'AFSC ha estat present en la majoria dels conflictes armats del segle xx, com la Primera i Segona Guerra Mundial, Guerra Civil espanyola, Guerra de Corea i de Biafra, entre d'altres, ajudant a la població a millorar les seves condicions.
El 1947 fou guardonada amb el Premi Nobel de la Pau, juntament amb el Friends Service Council, pels seus treballs d'ajuda social i d'arrel pacifista.